# Wait Your Turn
«Wait Your Turn» (рус. Дождись своей очереди) — третий сингл барбадосской певицы Рианны из её четвёртого студийного альбома Rated R (2009), выпущенный 13 ноября 2009 года.Песня не попала в чарт Billboard Hot 100, что сделало этот сингл вторым синглом певицы (после We Ride).

## Чарты
| Чарты (2009)                                  | Чарты (2009) |
| Чарт                                          | Место        |
| --------------------------------------------- | ------------ |
| Australia (ARIA)                              | 82           |
| Ireland (IRMA)                                | 32           |
| South Korea International Singles (Gaon)      | 192          |
| UK Singles Chart (OCC)                        | 45           |
| UK R&B Chart (OCC)                            | 17           |
| US Bubbling Under Hot 100 Singles (Billboard) | 10           |

## История релиза
| Страна    | Дата           | Формат               | Лейбл              |
| --------- | -------------- | -------------------- | ------------------ |
| Австралия | 13 ноября 2009 | Цифровая дистрибуция | Def Jam Recordings |
| Австрия   | 13 ноября 2009 | Цифровая дистрибуция | Def Jam Recordings |
| Бразилия  | 13 ноября 2009 | Цифровая дистрибуция | Def Jam Recordings |
| Финляндия | 13 ноября 2009 | Цифровая дистрибуция | Def Jam Recordings |
| Италия    | 13 ноября 2009 | Цифровая дистрибуция | Def Jam Recordings |
| Норвегия  | 13 ноября 2009 | Цифровая дистрибуция | Def Jam Recordings |
| Испания   | 13 ноября 2009 | Цифровая дистрибуция | Def Jam Recordings |
| Швеция    | 13 ноября 2009 | Цифровая дистрибуция | Def Jam Recordings |
| Швейцария | 13 ноября 2009 | Цифровая дистрибуция | Def Jam Recordings |